# Liga de Fútbol Profesional Boliviano 2011
A Liga de Fútbol Profesional Boliviano de 2011 é a 35° temporada da LFPB, desde quando começou a utilizar esse nome. Esta é a temporada de transição para o modelo de calendário europeu, como a Argentina, Venezuela e Uruguai. A temporada começou no dia 15 de Janeiro de 2011 e terminará no dia 22 de Junho de 2011.
O Oriente Petrolero está defendendo o título nesta temporada.  O Club Jorge Wilstermann foi rebaixado a Liga Nacional B. O Nacional Potosí foi promovido da Liga Nacional B.

## Times
| Time              | Cidade     | Estádio                 | Técnico               |
| ----------------- | ---------- | ----------------------- | --------------------- |
| Aurora            | Cochabamba | Félix Capriles          | Julio Alberto Zamora  |
| Blooming          | Santa Cruz | Ramón Tahuichi Aguilera | Fernando Quiroz       |
| Bolívar           | La Paz     | Hernando Siles          | Guillermo Ángel Hoyos |
| Guabirá           | Montero    | Gilberto Parada         | Claudio Marrupe       |
| La Paz            | La Paz     | Hernando Siles          | Freddy Bolívar        |
| Nacional Potosí   | Potosí     | Víctor Agustín Ugarte   | Luis Orozco           |
| Oriente Petrolero | Santa Cruz | Ramón Tahuichi Aguilera | Ariel Cuffaro Russo   |
| Real Mamoré       | Trinidad   | Estadio Gran Mamoré     | Sergio Oscar Luna     |
| Real Potosí       | Potosí     | Víctor Agustín Ugarte   | Marco Ferrufino       |
| San José          | Oruro      | Jesús Bermúdez          | Marcelo Javier Zuleta |
| The Strongest     | La Paz     | Hernando Siles          | Néstor Craviotto      |
| Universitario     | Sucre      | Olímpico Patria         | Eduardo Villegas      |

## Torneo Adecuación

### Tabela do Campeonato
| Tabela de classificação | Tabela de classificação | Tabela de classificação | Tabela de classificação | Tabela de classificação | Tabela de classificação | Tabela de classificação | Tabela de classificação | Tabela de classificação | Tabela de classificação | Tabela de classificação | Tabela de classificação |
| Time | Time                    | PG                      | J                       | V                       | E                       | D                       | GP                      | GC                      | SG                      |                         |                         |
| --- | ----------------------- | ----------------------- | ----------------------- | ----------------------- | ----------------------- | ----------------------- | ----------------------- | ----------------------- | ----------------------- | ----------------------- | ----------------------- |
| 1 | Bolívar                 | 32                      | 17                      | 9                       | 5                       | 3                       | 23                      | 19                      | +4                      |                         |                         |
| 2 | Real Potosí             | 30                      | 17                      | 9                       | 3                       | 5                       | 27                      | 19                      | +8                      |                         |                         |
| 3 | Oriente Petrolero       | 29                      | 17                      | 9                       | 2                       | 6                       | 37                      | 18                      | +19                     |                         |                         |
| 4 | The Strongest           | 29                      | 17                      | 8                       | 5                       | 4                       | 22                      | 19                      | +3                      |                         |                         |
| 5 | Blooming                | 28                      | 17                      | 9                       | 1                       | 7                       | 27                      | 20                      | +7                      |                         |                         |
| 6 | San José                | 27                      | 17                      | 8                       | 3                       | 6                       | 20                      | 22                      | -2                      |                         |                         |
| 7 | Guabirá                 | 25                      | 17                      | 8                       | 1                       | 8                       | 24                      | 27                      | -3                      |                         |                         |
| 8 | Nacional Potosí         | 20                      | 17                      | 6                       | 2                       | 9                       | 22                      | 24                      | -2                      |                         |                         |
| 9 | Club Aurora             | 20                      | 17                      | 5                       | 5                       | 7                       | 21                      | 24                      | -3                      |                         |                         |
| 10 | Universitario           | 20                      | 17                      | 6                       | 2                       | 9                       | 20                      | 26                      | -6                      |                         |                         |
| 11 | Real Mamoré             | 16                      | 17                      | 5                       | 1                       | 11                      | 24                      | 33                      | -9                      |                         |                         |
| 12 | La Paz                  | 14                      | 17                      | 4                       | 2                       | 11                      | 17                      | 33                      | -16                     |                         |                         |
| PG – pontos ganhos; J – jogos disputados; V - vitórias; E - empates; D - derrotas; GP – gols pró; GC – gols contra; SG – saldo de gols; |                         |                         |                         |                         |                         |                         |                         |                         |                         |                         |                         |

Classificação
|  |                                                                            |
|  | Classificado para à Fase de Grupos da Copa Libertadores da América de 2012 |
|  | Classificado para os Playoffs da Copa Libertadores da América de 2012      |
|  | Classificado para a Segunda Rodada da Copa Sudamericana de 2012            |

Fonte:Soccerway.com
Fonte:Soccerway.com[ligação inativa]
| Campeão Torneo Adecuación 2011 |
| ------------------------------ |
| A definir                      |

### Resultados
|                   | AUR | BLO | BOL | GUA | LPA | NAC | OPE | RMA | RPO | SJO | STR | UNI |
| ----------------- | --- | --- | --- | --- | --- | --- | --- | --- | --- | --- | --- | --- |
| Aurora            | —   |     |     | 2-0 | 3-2 | 3-1 | 3-2 | 3-0 |     | 1-1 | 0-1 | 2-2 |
| Blooming          | 3-1 | —   | 2-0 |     | 3-0 |     | 0-2 | 1-0 | 1-2 |     | 1-1 | 4-1 |
| Bolívar           | 1-1 | 1-0 | —   | 3-2 |     | 0-0 |     | 3-0 | 3-2 | 1-0 |     | 3-0 |
| Guabirá           | 2-0 | 0-3 |     | —   | 3-1 | 1-0 | 0-1 | 3-0 | 2-1 | 3-1 | 1-0 | 1-3 |
| La Paz            |     | 3-1 | 2-3 | 0-0 | —   | 0-1 | 2-1 | 2-0 | 0-2 | 1-0 | 1-1 | 0-2 |
| Nacional Potosí   | 0-2 | 3-1 | 2-1 | 4-1 |     | —   | 2-1 |     |     | 3-0 | 3-4 | 2-0 |
| Oriente Petrolero | 2-0 | 1-2 | 6-0 |     | 6-0 |     | —   |     | 2-2 | 2-1 | 3-2 | 0-0 |
| Real Mamoré       | 1-1 | 2-1 | 1-2 | 2-3 | 3-2 | 2-0 | 2-5 | —   | 1-2 | 2-0 | 6-2 |     |
| Real Potosí       | 2-1 | 3-1 | 0-0 | 3-1 | 1-0 | 3-0 | 0-3 | 4-0 | —   |     | 1-1 |     |
| San José          | 1-0 | 2-1 | 3-2 |     | 0-1 | 2-1 | 1-0 | 2-1 | 2-1 | —   |     |     |
| The Strongest     |     |     | 0-0 | 4-0 | 3-1 | 1-0 | 1-0 | 1-0 | 2-1 | 0-0 | —   | 2-0 |
| Universitario     | 3-1 | 0-2 | 0-1 | 3-1 |     |     | 1-0 | 2-1 | 0-1 | 0-1 |     | —   |

Fonte:Soccerway.com

### Artilheiros
| Rank | Jogador          | Clube             | Gols |
| ---- | ---------------- | ----------------- | ---- |
| 1    | Juan Maurade     | Real Mamoré       | 18   |
| 2    | Mauricio Saucedo | Oriente Petrolero | 12   |
| 3    | Oscar Díaz       | Club Blooming     | 8    |
|      | Zé Carlos        | Bolívar           | 8    |
| 4    | Diego Cabrera    | Aurora            | 7    |
|      | Marcos Ovejero   | Guabirá           | 7    |
| 6    | Alcides Peña     | Oriente Petrolero | 6    |
|      | Víctor Angola    | Real Potosí       | 6    |
|      | Christian Ruíz   | The Strongest     | 6    |
|      | Joaquin Botero   | San José          | 6    |

Fonte: 